# Kyle Filipowski
Pour les articles homonymes, voir Kyle.
Kyle Jarred « Flip » Filipowski, né le  7 novembre 2003 à Middletown dans l'État de New York, est un joueur américain de basket-ball évoluant au poste de pivot voire d'ailier fort et mesurant 2,10 m.

## Biographie

### Carrière universitaire
Entre 2022 et 2024, il joue pour les Blue Devils de Duke à l'université Duke.
Le 12 avril 2024, il annonce qu'il se présente à la draft 2024 de la NBA.

### Carrière professionnelle

#### Jazz de l'Utah (depuis 2024)
Le 27 juin 2024, lors de la draft, il est sélectionné en 32e position par le Jazz de l'Utah.

## Palmarès et distinctions personnelles

### Universitaires
- Consensus second-team All-American (2024)
- First-team All-ACC (2024)
- Second-team All-ACC (2023)
- ACC All-Freshman team (2023)
- ACC Rookie of the Year (2023)
- ACC tournament MVP (2023)
- Jordan Brand Classic (2022)
- Nike Hoop Summit (2022)

## Statistiques

### Universitaires
| Saison    | Équipe   | Matchs | Titul. | Min./m | % Tir | % 3pts | % LF | Rbds/m. | Pass/m. | Int/m. | Ctr/m. | Pts/m. |
| --------- | -------- | ------ | ------ | ------ | ----- | ------ | ---- | ------- | ------- | ------ | ------ | ------ |
| 2022-2023 | Duke     | 36     | 33     | 29,1   | 44,1  | 28,2   | 76,5 | 8,97    | 1,56    | 1,28   | 0,72   | 15,08  |
| 2023-2024 | Duke     | 36     | 36     | 30,4   | 50,6  | 34,8   | 67,1 | 8,25    | 2,78    | 1,14   | 1,50   | 16,42  |
| Carrière  | Carrière | 72     | 69     | 29,7   | 47,3  | 31,4   | 71,8 | 8,61    | 2,17    | 1,21   | 1,11   | 15,75  |

### Professionnelles

#### Saison régulière
| Saison    | Équipe   | Matchs | Titul. | Min./m | % Tir | % 3pts | % LF | Rbds/m. | Pass/m. | Int/m. | Ctr/m. | Pts/m. |
| --------- | -------- | ------ | ------ | ------ | ----- | ------ | ---- | ------- | ------- | ------ | ------ | ------ |
| 2024-2025 | Utah     | 72     | 27     | 21,1   | 50,2  | 35,0   | 65,0 | 6,10    | 1,90    | 0,70   | 0,30   | 9,60   |
| Carrière  | Carrière | 72     | 27     | 21,1   | 50,2  | 35,0   | 65,0 | 6,10    | 1,90    | 0,70   | 0,30   | 9,60   |